# Бад-Леонфельден
Бад-Леонфельден (нем. Bad Leonfelden) — город  в Австрии, в федеральной земле Верхняя Австрия. 
Входит в состав округа Урфар.  Население составляет 4029 человек (на 1 декабря 2006 года). Занимает площадь 40 км². Официальный код  —  41 603.

## Политическая ситуация
Бургомистр коммуны — Альфред Хартль (АНП) по результатам выборов 2003 года.
Совет представителей коммуны (нем. Gemeinderat) состоит из 25 мест.
- АНП занимает 19 мест.
- СДПА занимает 5 мест.
- АПС занимает 1 место.